# NGC 6098
NGC 6098 is een elliptisch sterrenstelsel in het sterrenbeeld Hercules. Het hemelobject werd op 3 april 1887 ontdekt door de Amerikaanse astronoom Lewis A. Swift.

## Synoniemen
- UGC 10299
- MCG 3-41-145
- ZWG 108.170
- VV 192
- KCPG 493A
- PGC 57634